# Гиперпотребительство
Гиперпотребительство, или гиперконсьюмеризм, — потребление товаров, выходящее за рамки необходимого, сопровождающееся значительным давлением со стороны социальных сетей и других медиаканалов, поскольку эти товары воспринимаются как инструмент формирования идентичности потребителя. Френчи Ланнинг кратко определяет это как «потребительство ради потребления».

## Характеристики
В обществе гиперпотребления «каждый социальный опыт опосредован рыночными механизмами», поскольку рыночный обмен распространился на институты, в которых раньше они играли меньшую (если вообще вообще) роль, например, на университеты.

### Личность
Гиперпотребительство подпитывается различными брендами, поскольку люди часто формируют глубокую привязанность к брендам продуктов, что влияет на идентичность людей и заставляет людей покупать и потреблять их товары.

### Жизненный цикл продукта
Ещё одной характеристикой гиперпотребительства является постоянное стремление к новизне, побуждающее потребителей покупать новое и отказываться от старого, что особенно заметно в моде, где жизненный цикл продукта может быть очень коротким, измеряемым иногда всего лишь неделями.

### Демонстративное потребление
При гиперпотребительстве товары часто являются символами статуса, поскольку люди покупают их не столько для того, чтобы использовать, сколько для того, чтобы продемонстрировать их другим, передавая соответствующие значения (например, демонстрируя богатство). Однако, по мнению других теоретиков, потребность в потреблении в обществе гиперпотребления обусловлена не конкуренцией с другими, а собственным гедонистическим удовольствием.

## Критика
Гиперпотребительство связан с культурной гомогенизацией, глобализацией, европоцентризмом, и распространением западной культуры. Его обвиняют в экологических проблемах из-за чрезмерного использования ограниченных ресурсов. Это рассматривается как симптом чрезмерного развития. Музыкальный жанр вейпорвейв известен тем, что косвенно предлагает критику потребительской культуры, высмеивая методы продвижения товаров через создание определённого настроения или обстановки — дрейфа в виртуальном пространстве, оцепенения и застревания в порочном круге потребления — оставаясь при этом последовательно критичным к самой этой атмосфере или обстановке.